# Грат-Сьель (станция метро)
«Грат-Сье́ль» (фр. Gratte-Ciel) — станция линии А Лионского метрополитена.

## Расположение
Станция находится в пригороде Лиона, коммуне Виллёрбан. Платформа станции расположена под проспектом Эмиль Золя (фр. cours Émile Zola) между его пересечением с улицей Анатоль Франс (фр. rue Anatole France) и примыканием к нему улицы Бранли (фр. rue Branly). Вход на станцию производится с проспекта Эмиль Золя.

## Особенности
Станция открыта 2 мая 1978 года в составе первой очереди Лионского метрополитена от станции Перраш до станции Лоран Бонве — Астробаль. Состоит из двух путей и двух боковых платформ. Пассажиропоток в 2006 году составил 303 158 чел./мес.
На платформах станции находятся два предмета искусства: картина Раймона Гранжана (фр. Raymond Grandjean) и барельеф Армана Авриля (фр. Armand Avril).

## Происхождение названия
Gratte-Ciel в переводе с французского означает небоскрёб — так называется этот квартал Виллёрбана. Здесь, в рабочем пригороде Лиона, недалеко от нынешней станции метро, в 1930-х годах было построено несколько высотных зданий высотой от 36 метров (11 этажей) до 62 метров (19 этажей) общей площадью в 1487 квартир.

## Достопримечательности
- Квартал небоскрёбов Виллёрбана[фр.] (1927—1934 годы)
- Мэрия Виллёрбана

## Наземный транспорт
Со станции существует пересадка на следующие виды транспорта:

  — «главный» автобус

  — автобус